# Švýcarsko na Zimních olympijských hrách 2018
Švýcarsko se účastnilo Zimní olympiády 2018. Zastupovalo ho 166 sportovců ve 14 sportech.

## Medailisté
| Medaile | Jméno                                                                          | Sport                | Soutěž                     | Datum     |
| ------- | ------------------------------------------------------------------------------ | -------------------- | -------------------------- | --------- |
| Zlato   | Dario Cologna                                                                  | Běh na lyžích        | Muži 15 km volně           | 16. února |
| Zlato   | Sarah Höfflinová                                                               | Akrobatické lyžování | Ženy slopestyle            | 17. února |
| Zlato   | Michelle Gisinová                                                              | Alpské lyžování      | Ženy superkombinace        | 22. února |
| Zlato   | Wendy Holdenerová Denise Feierabendová Luca Aerni Daniel Yule Ramon Zenhäusern | Alpské lyžování      | Smíšené družstvo           | 24. února |
| Zlato   | Nevin Galmarini                                                                | Snowboarding         | Muži paralelní obří slalom | 24. února |
| Stříbro | Jenny Perretová Martin Rios                                                    | Curling              | Smíšených dvojic           | 13. února |
| Stříbro | Beat Feuz                                                                      | Alpské lyžování      | Muži super G               | 16. února |
| Stříbro | Wendy Holdenerová                                                              | Alpské lyžování      | Ženy slalom                | 16. února |
| Stříbro | Mathilde Gremaudová                                                            | Akrobatické lyžování | Ženy slopestyle            | 17. února |
| Stříbro | Marc Bischofberger                                                             | Akrobatické lyžování | Muži ski cross             | 21. února |
| Stříbro | Ramon Zenhäusern                                                               | Alpské lyžování      | Muži slalom                | 22. února |
| Bronz   | Beat Feuz                                                                      | Alpské lyžování      | Muži sjezd                 | 15. února |
| Bronz   | Wendy Holdenerová                                                              | Alpské lyžování      | Ženy superkombinace        | 22. února |
| Bronz   | Fanny Smithová                                                                 | Akrobatické lyžování | Ženy ski cross             | 23. února |
| Bronz   | Benoît Schwarz Claudio Pätz Peter de Cruz Valentin Tanner Dominik Märki        | Curling              | Muži                       | 23. února |